# 銀行関連の業界団体一覧
日本の銀行関連の業界団体の一覧（ぎんこうかんれんのぎょうかいだんたいのいちらん）を示す。
銀行業者の親睦などを目的とする団体、技術向上などを行う団体など、多岐にわたる。

## 業界団体一覧
- 全国銀行協会
- 全国地方銀行協会
- 第二地方銀行協会
- 都銀懇話会